# Пастичо
Пастичо (італ. pasticcio — «запіканка; паштет; халтура»; від італ. pasta — «тісто; маса; місиво; паста; паштет») — музична композиція, головним чином опера, написана різними композиторами або складена зі запозичень з уже написаних творів інших авторів.

## Етимологія
Найдавніша згадка терміна Пастичо зафіксована у XVI ст. відносно до різновиду пирога з м'ясом та макаронних виробів (див. Пастітсіо) та до літературної мішанини.
У музичному відношенні його вперше було використано у 1742 в англійській мові, а 1795 — в італійській.
Походить від посткласичного лат. pasticium (XIII ст.) — пиріжок з начинкою.

## Історія

### Опера
Пастичо складалися композиторами головним чином з частин опер (арій, дуетів тощо) декількох інших авторів (рідше одного автора), використаних з або без їхнього дозволу, але могли включати в себе також оригінальні партії. Запозичені у інших композиторів частини мали бути більш-менш адаптованими, особливо коли оригінальний текст мав замінюватися новим текстом.
У новоствореній опері об'єднувались номери, що вже мали популярність і вистава могла легко задовольнити смаки широкої публіки.
Також пастичо могла бути оригінальною, створеною декількома авторами, наприклад, Lucio Papirio dittatore (Диктатор Люцій Папірій) 1732 написана Джемініано Джакомеллі разом з Георгом Фредеріком Генделем.
У XVIII столітті пастічо часто компонувалися такими авторами як Ґеорґ Фрідріх Гендель (Muzio Scevola (Муцій Сцеола), Лондон, 1721, написана з Філіппо Амадеї та Джованні Бонончіні (кожен по акту), або Giove in Argo 1739), Крістоф Віллібальд Глюк та Йоганн Крістіан Бах.
Прикладом пастічо з музики одного композитора є опера «Айвенго», скомпонована А. Паччіні з опер Джоаккіно Россіні «Семіраміда», «Мойсей», «Танкред» та «Сорока-злодійка» (Париж, 1826).

### Інші жанри
У інших жанрах також іноді використовувалося компонування нових творів з використанням фрагментів вже існуючих композицій. До них належать перші чотири концерти для фортепіано з оркестром Вольфганга Амадея Моцарта. Ці концерти (KV 37, 39, 40 та 41) були складені переважно з фрагментів сонат інших композиторів, які Моцарт збагатив оркестровими партіями.
Також писались твори декількома композиторами, так духовна ораторія «Die Schuldigkeit des ersten Gebots» (Обов'язок першої заповіді) (Зальцбург, 1766–1767) була написана А. К. Адльгассером, Йоганном Гайдном та В. А. Моцартом.
Колективно створювалися також балети «Les Mariés de la Tour Eiffel» (Новоженці Ейфелевої вежі) з музикою Шістки, Париж, 1921), інструментальні композиції (жартівлива соната для скрипки та фортепіано Робертом Шуманом, Йоганнесом Брамсом та А. Дітріхом, 1853, струнний квартет Римского-Корсакова, Бородіна, Глазунова та Лядова тощо).
1990 року Євген Станкович написав балет «Ніч перед Різдвом». Жанр твору визначено автором як балет-пастиччо, але музика інших композиторів у творі не використовується. Очевидно термін «пастиччо» було застосовано задля підкреслення музичної та хореографічної полістилістики балету, а також через широке використання у музиці твору народних пісень «Щедрик» та «Радуйся, земле».